# 주청두 홍콩 특별행정구 정부 경제무역판사처
주청두 홍콩 특별행정구 정부 경제무역판사처(중국어: 香港特別行政區政府駐成都經濟貿易辦事處, 영어: Hong Kong Economic and Trade Office in Chengdu, 준말: CDETO)는 중화인민공화국 홍콩 특별행정구 정부가 중화인민공화국 쓰촨성 청두시에 설치한 홍콩 경제무역대표부이다. 2006년 9월 28일에 정식 설립되었으며 정제내지사무국에서 관할한다.

## 기능
판사처는 홍콩과 쓰촨성, 티베트 자치구, 구이저우성, 칭하이성, 산시성, 충칭시 6개 성급행정구 간의 경제·무역 관계를 촉진시키고 해당 지역과의 협력을 강화하는 역할을 한다. 또한 쓰촨성, 티베트 자치구, 구이저우성, 칭하이성, 산시성, 충칭시에 거주하는 홍콩 시민들에 대한 긴급 지원 임무도 수행한다.
판사처는 충칭시(2012년 1월 15일 설립), 산시성 시안시(2017년 4월 17일 설립)에 산하 연락사무소를 운영하고 있다. 이들 연락사무소는 홍콩과 충칭시, 산시성 간의 협력을 촉진하는 역할을 한다.

## 역대 대표
1. 룩퐁잔 (중국어: 陸仿真, 임기: 2006년 9월 ~ 2009년 10월)
2. 푼타이핑 (중국어: 潘太平, 임기: 2009년 10월 ~ 2013년 1월)
3. 라우감췬 (중국어: 劉錦泉, 임기: 2013년 1월 ~ 2016년 11월)
4. 람응아만 (중국어: 林雅雯, 임기: 2016년 11월 ~ 2018년 6월)
5. 레이완인 (중국어: 李蘊妍, 임기: 2018년 6월 ~ 현재)

## 같이 보기
- 홍콩 경제무역대표부